# 나하은
나하은(2009년 1월 16일~)은 대한민국의 댄스 크리에이터이자 키즈모델이다. 종교는 개신교이다.

## 출연작

### 방송
- SBS 놀라운 대회 스타킹 - 키즈킹 '베이비현아' (2007. 5. 5)
- SBS 놀라운 대회 스타킹 - 상반기결산 '키즈대격돌 (2007. 6. 30)
- SBS 출발! 모닝와이드 - (2007. 7. 5)
- KBS2 생방송 세상의 아침 - 푹풍화제 4세 댄스신동이 떴다 (2007. 7. 25)
- MBC 똑?똑! 키즈스쿨 - 고정출연 (2007. 8 ~ 2012)
- KBS2 위기탈출 넘버원 - 위험한밥상 꽃게편 (2013. 8. 19)
- SBS 놀라운 대회 스타킹 - 홍콩 4 살댄서 홍콩 vs 한국 (2013. 10. 19)
- MBC 컬투의 베란다쇼 - 동심편 (2013. 11. 25)
- MBC TV 속의 TV - 컬투의 베란다쇼 동심편 비하인드스토리 (2013. 11. 25)
- SBS 좋은 아침 - 아찔하고 황당한 스타들의 돌발상황과 대처법 (2013. 12. 2)
- SBS 패션왕코리아 - 크리스마스 선물편 (2013. 12. 16)
- EBS 곰디와 친구들 시즌 1 & 2 (2014. 3 ~)
- Mnet 댄싱9 2 (2014. 6. 20)
- 재능TV 꼬링꼬링 양말클럽의 변신공작소 - 양말요정 역 (2014. 11)
- SBS 놀라운 대회 스타킹 - 튼튼베이비 (2014. 11. 1)
- SBS K팝스타 4 - (2014. 11. 23 & 12. 28)
- SBS 놀라운 대회 스타킹 - 400회 특집 (2015. 2. 7)
- SBS 좋은 아침 - 스타킹을 빛낸 별들 (2015. 2. 13)
- SBS 글로벌 붕어빵 - 설특집 붕어빵스타 (2015. 2. 22)
- EBS1 책갈피 요정 또보 (2015)
- SBS 모닝와이드 - 장 장유쾌,상쾌,통쾌,쾌변합시다편 (2015. 4. 9)
- TvN 내손안의 조카티비 (2019)
- MBC 마이 리틀 텔레비전 V2
- KBS2 해피투게더 (2018. 12. 27)
- MBC 섹션 TV 연예통신 (2019. 7. 4)
- KBS2 불후의 명곡 - 전설을 노래하다 - 신동 특집 (2020. 3. 21)
- JTBC 아는형님 - 어린이날 특집 - (2020. 5. 2)

### 뮤직 비디오
| 연도 | 가수                | 곡명             | 유튜브 |
| ---- | ------------------- | ---------------- | ------ |
| 2014 | 김도향 & 울랄라세션 | 〈My Life〉      | 유튜브 |
| 2015 | 싸이                | 〈대디 (Daddy)〉 | 유튜브 |
| 2015 | 블락비              | <Shall We Dance> | 유튜브 |

### 광고
| 연도 | 기업명                       | 제품명                |
| ---- | ---------------------------- | --------------------- |
| 2013 | 삼성생명 '행복씨앗' 편       | 빈칸                  |
| 2013 | 햇사레                       | 복숭아                |
| 2014 | 미미월드                     | 똘똘이 병원목욕놀이   |
| 2014 | KFC '30 주년 기념' 편        | 빈칸                  |
| 2014 | 현대자동차 '20 주년 기념' 편 | 아반떼 바이럴         |
| 2014 | 신한금융투자 '바이럴' 편     | 빈칸                  |
| 2014 | 원마운트                     | 스노우파크 & 워터파크 |
| 2015 | 세븐일레븐                   | 빈칸                  |
| 2015 | 키즈플래닛                   | 빈칸                  |
| 2015 | 미스터피자                   | 허니피치포            |
| 2015 | 키자니아                     | 빈칸                  |

## 수상
| 회차  | 시상식                                                 | 부문        | 결과 |
| ----- | ------------------------------------------------------ | ----------- | ---- |
| 제1회 | 코리아키즈문화축제 (부제 : 프린스 & 프린세스 선발대회) | 키즈부문 진 | 수상 |

## 방송 외 활동
- 나하은은 2015년부터 유튜브에서 '어썸하은'이라는 채널을 개설하여 키즈 크리에이터로 활동하고 있다. 2019년 11월 구독자 수가 400만 명을 넘어서, 대한민국 유튜브 채널 44위에 올라갔다[1].

## 음반
- 나하은 싱글 앨범 - So Special (2018)
- 나하은 싱글 앨범-Butterfly (2021)

## 학력
- 서울 도곡초등학교 (졸업)
- 서울 진선여자중학교 (졸업)
- 개포고등학교 (중퇴)